# Enrique Peña Nieto
Enrique Peña Nieto, född 20 juli 1966 i Atlacomulco i delstaten Mexiko, är en mexikansk politiker (Institutionella revolutionspartiet) och var Mexikos president åren 2012-2018. Han var guvernör i delstaten Mexiko mellan 2005 och 2011.
Peña Nieto ses som en av de mest kontroversiella och minst populära presidenterna i Mexikos historia.

## Bakgrund och privatliv
Peña Nieto är född år 1966. Hans mor var lärare och hans far arbetade som ingenjör på det statliga elbolaget. Till familjen hörde också tre yngre syskon. Peña Nieto började sina studier inom juridik vid Universidad Panamericana i Mexico City och avlade kandidatexamen. Sedan fortsatte han sina studier på magisternivån vid Instituto Tecnológico y de Estudios Superiores de Monterrey där han studerade företagsförvaltning. Mellan 1988 och 1990 jobbade han som universitetslärare.
Då Pretelini Sáenz avled år 2007, blev Peña Nieto änkling. År 2010 gifte han sig igen, denna gång med en mexikansk TV-stjärna Angélica Rivera. Peña Nieto har tre barn från sitt första äktenskap och två andra från utomäktenskapliga förhållanden.
Peña Nieto har kallats för Mexikos snyggaste politiker.

## Tidig politisk karriär
Peña Nieto jobbade som sekretess på lokalförvaltningen i slutet av 1990-talet men började sen avancera till högre ämbeten då delstaten Mexikos guvernör Arturo Montiel Rojas nominerade honom till undersekreterare av delstatens interiörministerium år 2001. Peña Nieto, tillsammans med några andra sina partikamrater, vars mentor Montiel Rojas var, började kallas för Atlacomulcos gyllene pojkar. Peña Nieto valdes till Atlacomulcos stadsfullmäktige för första gången år 2003.
År 2005 valdes han till Mexikos guvernör. Hans installation hölls den 15 september på teatern Toluca. Under sin mandatperiod som guvernör lyckade han bl.a. minska delstatens offentliga skuld utan att behöva höja skatter, genom att omstrukturera delstatens ekonomi. Ytterligare förbättrade han delstatens infrastruktur och hälsovård. Redan i slutet av sin mandatperiod som guvernör uttryckte Peña Nieto viljan att bli president.

## Mexikos president
Under valnatten 2012 ledde Peña Nieto redan rejält men hans motkandidat Andrés Manuel López Obrador ville inte erkänna detta utan beskyllde Peña Nietos parti för att köpa röster och ta emot olagliga kampanjstöd.
Peña Nieto svors in den 1 december. I sitt installationstal lovade han att skapa ekonomisk välmåga och förminska våldet. Han lovade också att ta fast på knarkkungen El Chapo som fångades av Mexikos marinsoldater år 2014.
I januari 2017 återkallade Peña Nieto sitt besök till USA efter landets president Donald Trump skrev på Twitter att "det skulle vara bättre att återkalla det planerade mötet" om Mexiko var ovilligt att betala muren på ländernas gräns.

## Utmärkelser
- storkors med gyllene plakat av Juan Mora Fernández-orden (Costa Rica, 2013)[19]
- kedja av Henrik Sjöfararens orden (Portugal, 2014)[20]
- kedja av Isabella den katolskas orden (Spanien, 2014)[21]
- storkors med diamanter av Solorden (Peru, 2014)[22]
- storkors av Quetzalorden (Guatemala, 2015)[23]
- kedja av Södra korsets orden (Brasilien, 2015)[24]
- kedja av Karl III:s orden (Spanien, 2015)[25]
- kedja av Finlands Vita Ros’ orden (Finland, 2015)[26]
- 1 klassen av Abdulazizorden (Saudiarabien, 2016)[27]
- kedja av Mubarak den Stores orden (Kuwait, 2016)[28]
- riddare av Elefantorden (Danmark, 2016)[29]
- kedja av Italienska republikens förtjänstorden (Italien, 2016)[30]